# المسيحية في إريتريا

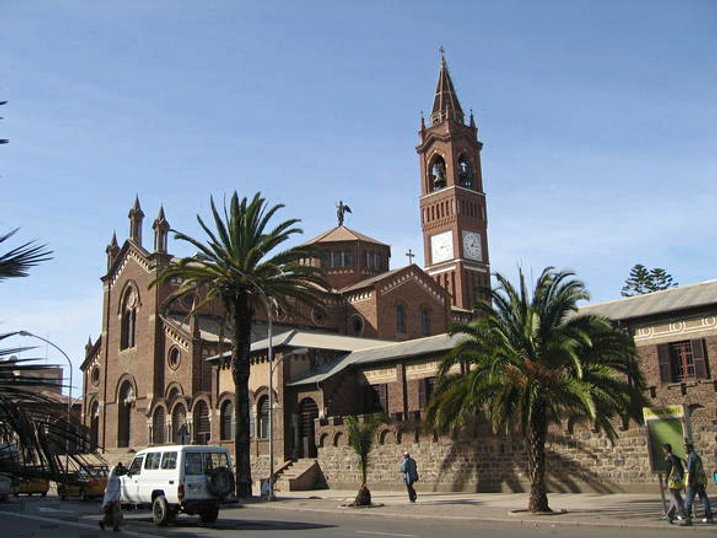
كنيسة سيدة الوردية الكاثوليكية في أسمرة.

إريتريا كبلد والمجتمع الإريتري متعدد الأديان. توجد في إريتريا ديانتان رئيسيتان، المسيحية والإسلام.
إريتريا كدولة والمجتمع الإريتري متعدد الأديان؛ يوجد في إريتريا ديانتان مهيمنتان: المسيحية والإسلام، وتشير التقديرات المختلفة إلى أن المسيحية (جميع الطوائف) هي ديانة ما بين 47% و63% من سكان إريتريا. المسيحيون الإريتريون هم في المقام الأول من أتباع الكنيسة الأرثوذكسية الشرقية، مع وجود شريحة أصغر بكثير من أعضاء الكنيسة الكاثوليكية، وأقل من واحد في المائة من السكان يتبعون مذهب بنتاي الإنجيلي.
كان إريتريا جنبًا إلى جنب مع جارتها الجنوبية إثيوبيا واحدة من البلدان المسيحية الأولى في العالم التي اعتمدت رسميَا المسيحية كدين الدولة وذلك في القرن الرابع. وامتدت الإمبراطورية القديمة لمملكة أكسوم في شمال تيغراي والمرتفعات الوسطى لإريتريا علاقات حميمة مع عالم البحر الأبيض المتوسط الذي نمت فيه المسيحية. وصلت المسيحية إلى منطقة إريتريا وتيغرايان في القرن الرابع، ونمت ديناميكيًا في بيئة مختلطة. ويتوزع المسيحيين في إريتريا على ثلاث مجموعات رئيسية؛ وهي كنيسة التوحيد الأرثوذكسية الإريترية والكنيسة الرومانية الكاثوليكية والكنيسة الإنجيلية. ويعيش غالبية المسيحيين في المرتفعات الإريترية وفي جنوب ووسط وأجزاء من شمال إريتريا. وحوالي 60% من شعب التغراي من المسيحيين. وغالبية شعب الكناما من الكاثوليك، مع أقلية صغيرة من المسلمين. وحوالي 40% من شعب بلين هم من المسيحيين، وغالبيتهم من أتباع الكنيسة الكاثوليكية.

## تاريخ

### العصور المبكرة

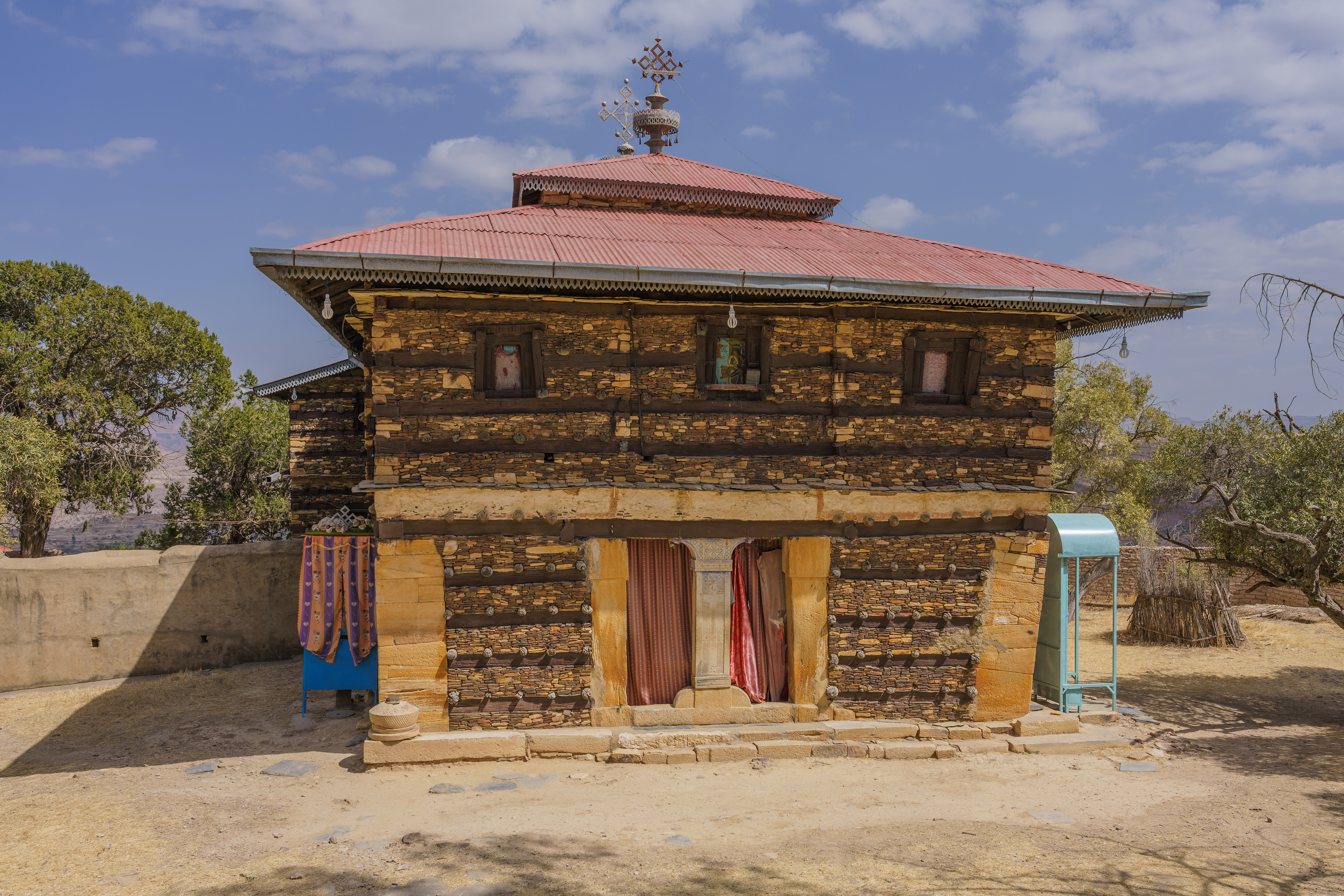
دير دبرا دامو.

تشير التقاليد المسيحية أنَّ فرومينتيوس قد نجا مع شقيقه ايديسيوس من حادث غرق سفينة قبالة السواحل الإريتيرية، وبعد أن عثر عليهم السكان المحليون بيعوا كعبيد للقصر الملكي وكان يعتلي العرش آنذاك الملك أكسوم، وبعد مدة حظا الشقيقان بنعمة من الملك برفعهما إلى منزلة الثقة حيث قاما بتبشيره بالمسيحية، على إثر ذلك أرسل فرومينتيوس لفرومينتيوس إلى الإسكندرية من قبل الملك أكسوم للقاء البطريرك أثناسيوس حاملاً إليه طلب الملك بتنصيب أسقف للمملكة، قبل أثناسيوس طلب الملك وقام برسامة فرومينتيوس لفرومينتيوس نفسه كأول أسقف على أثيوبيا، ومنذ ذلك الوقت وحتى عام 1959 كان بطريرك الأسكندرية للأقباط الأرثوذكس يلقب برئيس أساقفة الكنيسة الأثيوبيا. في القرن الرابع أصبحت الديانة المسيحية الديانة الرسمية لمملكة أكسوميت الأثيوبية في أيام الملك إيزانا، وذلك بفضل جهود التبشيرية لفرومينتيوس السرياني الأصل. في عام 325 تبنّت مملكة أكسوم الديانة المسيحيّة رسميًا، وهي تعتبر من أوائل الممالك التي تحولت بالكامل إلى المسيحية. سياسًا ارتبطت كنيسة التوحيد الأرثوذكسية الإثيوبية في السياسية، فمثلًا حصلت كل من سلالة السليمانيون في إثيوبيا على الشرعية من كنيسة التوحيد الأرثوذكسية الإثيوبية باعتبارهم من سلالة الملك داود وسليمان، فأرتبطت الكنيسة والدولة ارتباطًا وثيقًا في المملكة الإثيوبيَّة. استمر اتحاد الكنيسة الأثيوبية والكنيسة الإريترية مع كنيسة الأقباط الأرثوذكس حتى بعد سيطرة العرب المسلمين على أراضي مصر، واستمرت المراسلات ما بين بطاركة الإسكندرية وملوك الحبشة والنوبا. ومع ظهور الإسلام في القرن السابع الميلادي، أصبح المسيحيون الإثيوبيون معزولين عن بقية العالم المسيحي. وكان يتم تعيين رئيس الكنيسة الإثيوبية من قبل بطريرك الكنيسة القبطية في مصر، وكان للرهبان الإثيوبيين بعض الحقوق في كنيسة القيامة في القدس. كانت إثيوبيا والتي ضمت أقسام من أجزاء من إريتريا المنطقة الوحيدة في أفريقيا التي نجت من توسيع الإسلام كدولة مسيحية.
وضعت كنيسة التوحيد الأرثوذكسية الإريترية تركيز أكثر على تعاليم العهد القديم مقارنًة في الكنائس المسيحية الأخرى، وتحث أتباعها على التمسك في بعض الممارسات التي ما تزال موجودة في الديانة اليهودية، خصوصًا لدى اليهودية الأرثوذكسية. وإلتزمت كنيسة التوحيد الأرثوذكسية الإريترية في شريعة الطهارة الموجودة في العهد القديم والتي تحث على ضرورة الاغتسال أو الوضوء للتطهر قبل تأدية فرائض دينية معينة، وبعد أي شيء يسبِّب النجاسة. فضلًا على ضرورة غسل اليدين قبل الأكل أو الصلاة، وبعد الإستيقاظ من النوم، وبعد زيارة المدافن أو دخول دورة المياه. وتمنع كنيسة التوحيد الأرثوذكسية الإريترية المرأة التي تكون في فترة الحيض والأشخاص غير الطاهرين وفقًا للشريعة من دخول الكنيسة. يُذكر أن منع المرأة التي تكون في فترة الحيض من دخول الكنيسة حتى نهاية فترة الحيض موجود أيضًا من قبل الكنائس المسيحية الشرقية الأخرى. وتلتزم كنيسة التوحيد الأرثوذكسية الإريترية في تنظيم قواعد الحبل والولادة المذكورة في سفر اللاويين وكيفية الطهور بعدها إذ إن المرأة الحامل والحائض تعتبر نجسة. كما تفرض كنيسة التوحيد الأرثوذكسية الإريترية إلى جانب كنيسة التوحيد الأرثوذكسية الإثيوبية والكنيسة القبطية الأرثوذكسية شريعة الختان على الذكور في اليوم الثامن من ولادة الطفل وتعطيه بُعد ديني. كما تقوم كنيسة التوحيد الأرثوذكسية الإريترية إلى جانب الأدفنتست بفرض سلسة من الشرائع على الطعام وهي تشابه القيود الموجودة في الديانة اليهودية والتي تعرف بالكشروت.

### العصور الوسطى

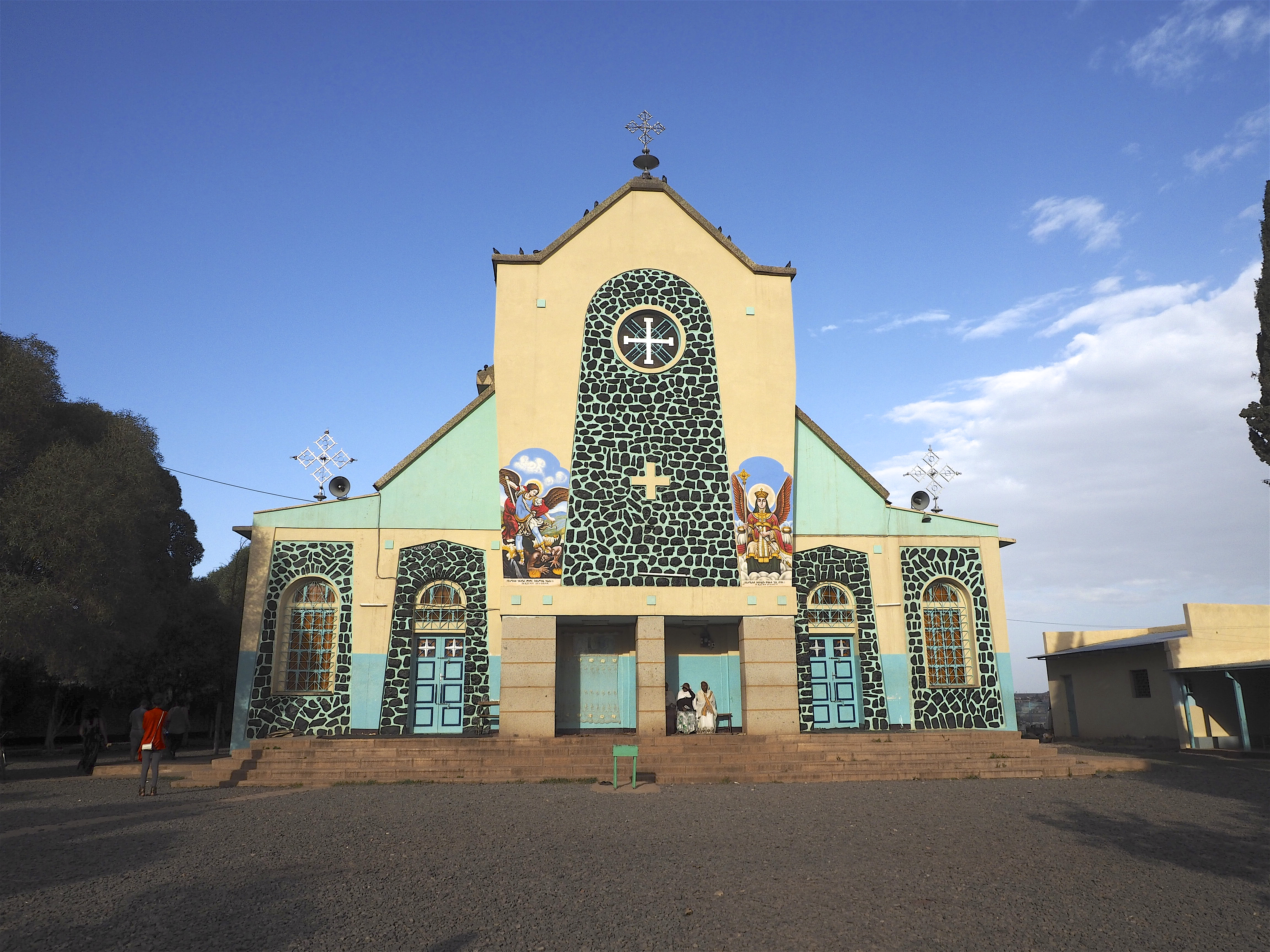
كنيسة الملاك ميخائيل الأرثوكسية في أسمره.

لا يُعرف سوى القليل عن تاريخ الكنيسة الأرثوذكسية وصولاً إلى فترة النفوذ اليسوعي في العصور الوسطى، حيث قطعت الكنيسة المحلية الصلة مع الكنيسة القبطية الأرثوذكسية في مصر. لكن شكلياً استمر الاتحاد مع الكنيسة القبطية الأرثوذكسية ومقرها آنذاك بمدينة الإسكندرية حتى بعد الفتح الإسلامي لمصر. يسجل أبو صالح في القرن الثاني عشر أن بطريرك الكنيسة القبطية كان يرسل رسائل مرتين في السنة إلى ملوك الحبشة والنوبة، حتى أوقف الحاكم بأمر الله هذه العادة. أرسل البطريرك كيرلس الثاني إلى بلاد الحبشة مطرانًا شرعيًا يُدعى ساويرس، لمقاومة بعض العادات السائدة هناك مثل السراري لدى الأمراء والذين كانوا يأخذون جملة من الجاريات بجوار الزوجة الشرعية، وكانوا يدعون إنهم باقون على شريعة موسى النبي بخصوص تعدد الزوجات، وكان ذلك محرمًا على الكهنة والشمامسة وحدهم. وتوضح هذه الأمثلة العلاقات الوثيقة بين الكنيسة القبطية والإريترية خلال العصور الوسطى. ويعود ذكر سلطنة عدل والتي ضمت جزء من الأراضي في إريتريا لأول مرة في القرن الرابع عشر، في سياق المعارك بين مسلمي الشمال الصومالي وساحل عفار والقوات المسيحية للملك أمدا سيون الأول. خلال هذه الفترة برزت سلطنة عدل كمركز للمقاومة الإسلامية ضد مملكة الحبشة المسيحية الآخذة في التوسع. في عام 1320 بدأ نزاع بين الملك المسيحي والقادة المسلمين. وقد عجل الصراع الناصر ناصر الدين محمد بن قلاوون. وكان الحاكم الناصر ناصر الدين محمد بن قلاوون يضطهد الأقباط المسيحيين ويدمر الكنائس القبطية. وقد أرسل أمدا سيون الأول إمبراطور إثيوبيا مبعوثًا إلى الحاكم المملوكي تحذيراً بأنه إذا لم يوقف اضطهاد المسيحيين في بلاد مصر، فسوف ينتقم من المسلمين تحت حكمه وسيجوع شعوب مصر من خلال تحويل مسار نهر النيل. ونتيجة للتهديدات والخلاف بين أمدا سيون الأول إمبراطور إثيوبيا والناصر ناصر الدين محمد بن قلاوون، قام حق الدين سلطان سلطنة عفت، ببدء حرب عدوان. وقام بغزو الأراضي المسيحية الحبشية في مملكة الأمهرة، وأحرق الكنائس وأجبر المسيحيين على اعتناق الإسلام. كما احتجز وسجن المبعوث الذي أرسله الإمبراطور الحبشي في طريق عودته من القاهرة. ورداً على ذلك أغار إمبراطور الحبشة الغاضب على سكان كل أرض شيوا، والتي كان يقطنها الكثير من المسلمين في ذلك الوقت، ومناطق أخرى من سلطنة عفت. وأسهمت فتوحاته لمنطقة الحدود مع الدول الإسلامية بشكلٍ كبير في توسيع الأراضي الأثيوبية وزيادة نفوذها في المنطقة، وظلَّ الوضع على هذا الحال لعدة قرون من بعد وفاته. كما ركز أمدا على قوة سلالة الملك سليمان التي نشأت حديثًا 1270م ولذلك قام بمنحها الشرعية. وساعدت تلك الفتوحات بدرجةٍ كبيرة في انتشار المسيحية إلى مناطق الحدود والتي ضمت جزء من إريتريا الحديثة، ممّا أدى إلى إطلاق شرارة مفاهيم الهداية والتنصير ودمج المناطق المحيطة سابقًا لفترةٍ طويلة من الزمن.

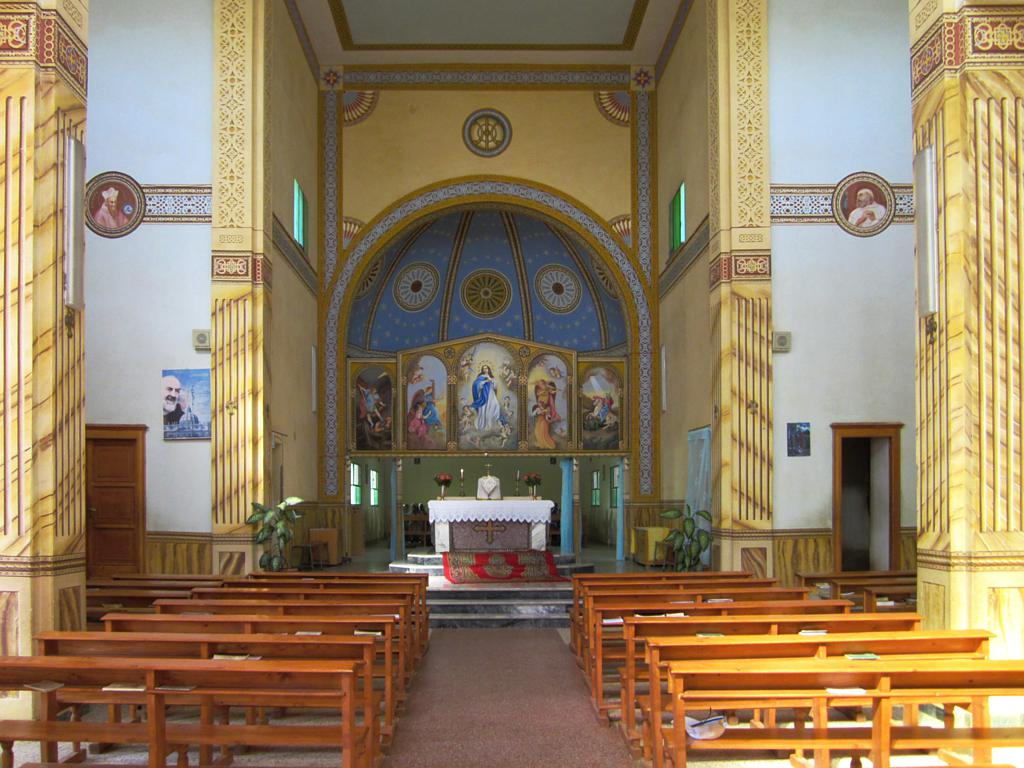
داخل كنيسة الفرنسيسكان الكاثوليكية في منديفيرا.

في أوائل القرن السادس عشر دخلت الكنيسة الكاثوليكية للبلاد تحت تأثير البرتغاليين. وفي عام 1439 خلال حقبة الملك زرع يعقوب، أدى نقاش ديني بين آبا جيورجيس وزائر فرنسي إلى إرسال سفارة من إثيوبيا إلى الكرسي الرسولي. لكن المبادرة في إرسال البعثات الكاثوليكية إلى الحبشة كانت من قِبل الكنيسة الكاثوليكية البرتغالية، بسبب الصراع مع الدولة العثمانية وسلطنة عدل لقيادة الطريق التجاري إلى الهند من خلال البحر الأحمر. خلال الحقبة التي اعتلى فيها حقبة الملك زرع يعقوب العرش كانت الكنيسة الإثيوبية منقسمةً حول قضية يوم السبت التوراتي لقرابة قرنٍ من الزمان، حيث ساندت مجموعة تنتمي إلى الأساقفة الأقباط الاعتقاد أنَّ يوم العطلة يجب أنْ يكون يوم الأحد، في حين ساندت مجموعة أخرى من أتباع أوستاتيوس الاعتقاد أنّ العطلة يجب أن تمتد من اليوم السابع الأصلي وهو يوم السبت إلى يوم الأحد. وقد نجح الملك في إقناع اثنين من الأساقفة المصريين كانا قد أتيا حديثًا من مصر وهما أبونا ميكائيل وأبونا جبريال بالتوصل إلى حل وسط يهدف إلى استعادة التآلف والتوافق مع أعضاء «مجلس أوستاتيوس» وهو اللقب الذي عُرِفَ به أتباع أوستاتيوس وقتذاك، وفي الوقت نفسه بذل الإمبراطور جهودًا عدة لتهدئة «مجلس أوستاتيوس»، وفي حين وافق أتباع أوستاتيوس على الوصول لتسوية بحلول عام 1442 ميلاديًا، ووافق الأسقفان المصريان على هذه التسوية فقط في مجلس ديبرا ميتماك في مدينة تيجوليت في عام 1450 ميلاديًا. وقد استمر الملك زرع يعقوب في الدفاع عن بطريرك الإسكندرية، وحين سمع الملك بشأن تدمير الدير المصري ديبرا ميتاك عام 1441 ميلاديًا على يد السلطان الظاهر سيف الدين جقمق دعا زرع يعقوب إلى إعلان فترة حداد ثم أرسل برسالة احتجاج شديدة إلى السلطان، حيث ذَكَّرَ الملك السلطان جقمق أنه يعامل الرعايا المسلمين في الحبشة بالعدل والإنصاف، وهدده بقدرته على تحويل مجرى النيل، إلا أنه تراجع عن هذا التهديد لما سيحدثه من كوارث إنسانية، وقد قام السلطان جقمق بإرسال الهدايا للتهدئة من غضب زرع يعقوب، إلا أنه رفض إعادة بناء الكنائس القبطية التي قام بهدمها. ويرى ريتشارد بانكهورست أن الإمبراطور كان أيضًا «على ما يقال كاتبًا مشهورًا» حيث أسهم في الأدب الإثيوبي بثلاثة أعمال لاهوتية هامة وهي ماشافا بيرهان (أو «كتاب الضوء»)، وهو عبارة عن عرضٍ للإصلاحات الكنسية التي قام بها ودفاعه عن معتقداته الدينية، وماشافا ميلاد (أو «كتاب ميلاد المسيح»)، وماشافا سيلاسي (أو «كتاب الثالوث»).
في عام 1507 تم إرسال ماثيو، وهو من أصول أرمنية، كمبعوث إثيوبي إلى الإمبراطورية البرتغالية لطلب المساعدة ضد وسلطنة عدل. وفي عام 1520 تأسست سفارة تحت قيادة رودريغو دي ليما في إثيوبيا وفي ذلك الوقت تم إعادة تأسس سلطنة عدالة في عهد أحمد بن إبراهيم الغازي. وكتب أحد القساوسة وهو فرانسيسكو ألفارس، رواية عن البعثة البرتغالية التي ظلت لعدة سنوات. وفي وقت لاحق رغب إغناطيوس دي لويولا في الذهاب إلى الحبشة في مهمة تبشيرية، ولكن هذا لم يحدث. بدلاً من ذلك، أرسل البابا جواو نونيز باريتو بطريرك جزر الهند الشرقية مع أندريس دي أوفيدو إلى الحبشة. بعد الفشل المتكرر، حصل بعض النجاح في عهد سوسينيوس الأول، ولكن حتى عام 1624 قام ملك الحبشة بإصدار إعلان رسمي بالوحدة مع البابا أوربان الثامن، وأعلن سوسينيوس أن الكنيسة الكاثوليكية هي الكنيسة الرسمية للدولة، لكنه قوبل لك بمقاومة شديدة. وفي عام 1632، اضطر إلى التنازل عن العرش لصالح ابنه فاسيليدس، والذي أعاد فوراً المسيحية الأرثوذكسية الإثيوبية باعتبارها الديانة الرسمية للبلاد. ومن ثم تم طرد اليسوعيين عام 1633، وفي عام 1665 أمر فاسيليدس أن تحرق جميع الكتب اليسوعية.

### العصور الحديثة

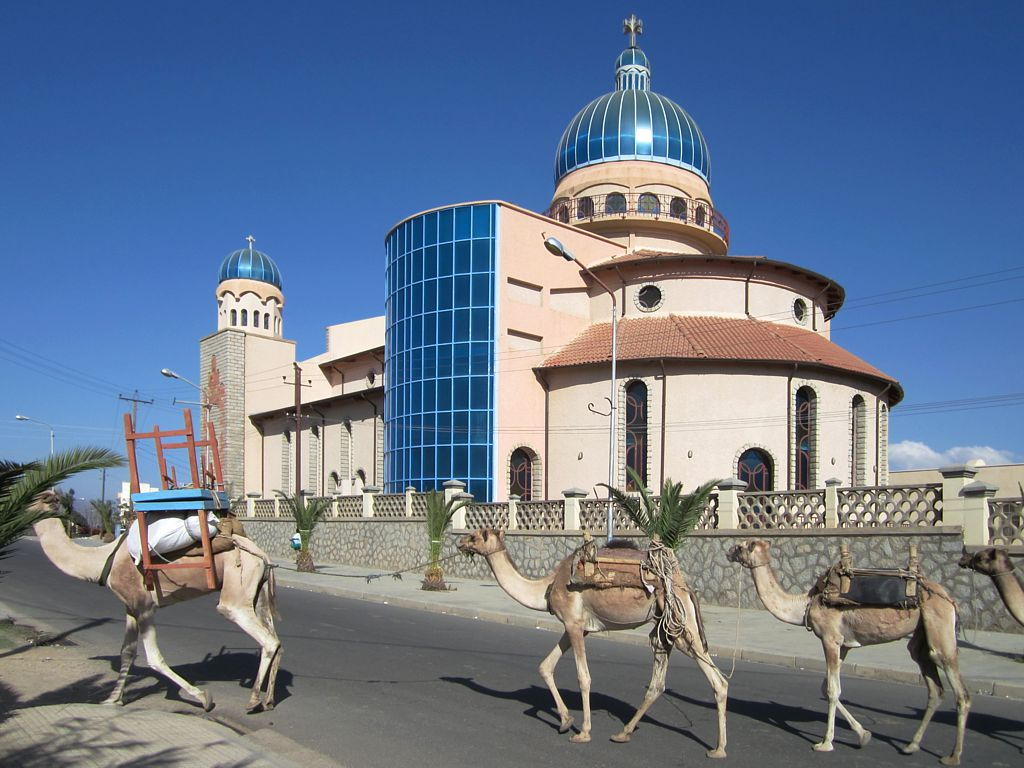
كنيسة القديس أنطونيو الجديدة الكاثوليكية في كرن.

في عام 1839، وصل جيستينو دي جاكوبيس، وهو كاهن إيطالي، كمبشر في المنطقة التي أصبحت الآن إريتريا وشمال إثيوبيا. وفضل الصلاة والطقوس الليتورجية المحلية باللغة الجعزيَّة بدلاً من اللغة اللاتينية. وقد اجتذت الخطوة عدداً كبيراً من الكهنة والعلمانيين المحليين للدخول في شراكة كاملة مع الكنيسة الكاثوليكية. وتوفي دي جاكوبيس في عام 1860 في هالاي، بالقرب من هيبو، في ما يعرف الآن بالمنطقة الإدارية الجنوبية لإريتريا. وفي عام 1869، بدأت إيطاليا في احتلال إريتريا، وفي عام 1890 أعلنت عنها أنها مستعمرة للمملكة الإيطالية، مما يعزز هجرة الإيطاليين. وفي ضوء الوضع المتغير، أنشأ الكرسي الرسولي في 19 سبتمبر من عام 1894 نيابة رسولية في إريتريا، وأوكلت إلى الرهبان الكبوشيين الإيطاليين، مما أدى إلى إبعاد إريتريا عن الرهبان الفنسنتونيين، والذين كانوا فرنسيين في الغالب. وفي السنة التالية، طرد حاكم المستعمرة الكهنة الفينسينتيين الباقين بناءاً على شكوك لا أساس لها من الصحة بتشجيع المقاومة المسلحة. وكان معظم السكان المحليين الذين أصبحوا كاثوليك أعضاءً في الكنيسة الأرثوذكسية والتي كان مقرها في الإسكندرية، والتي لم تنفصل عنها كنيسة التوحيد الأرثوذكسية إلا في منتصف القرن العشرين. وبقيوا يمارسون الصلوات والتقاليد الدينية وفقاً للطقس الإسكندري واستخدام اللغة الجعزية، مما أدى إلى ظهور طائفة كاثوليكية إثيوبية. وفي بداية عقد 1940، كان ما يقرب من 28% من سكان إريتريا الإيطالية، والتي كانت جزءًا من شرق إفريقيا الإيطالية منذ عام 1936، من الكاثوليك. وكان معظمهم من الإيطاليين ومن أتباع الكنيسة الرومانية الكاثوليكية.

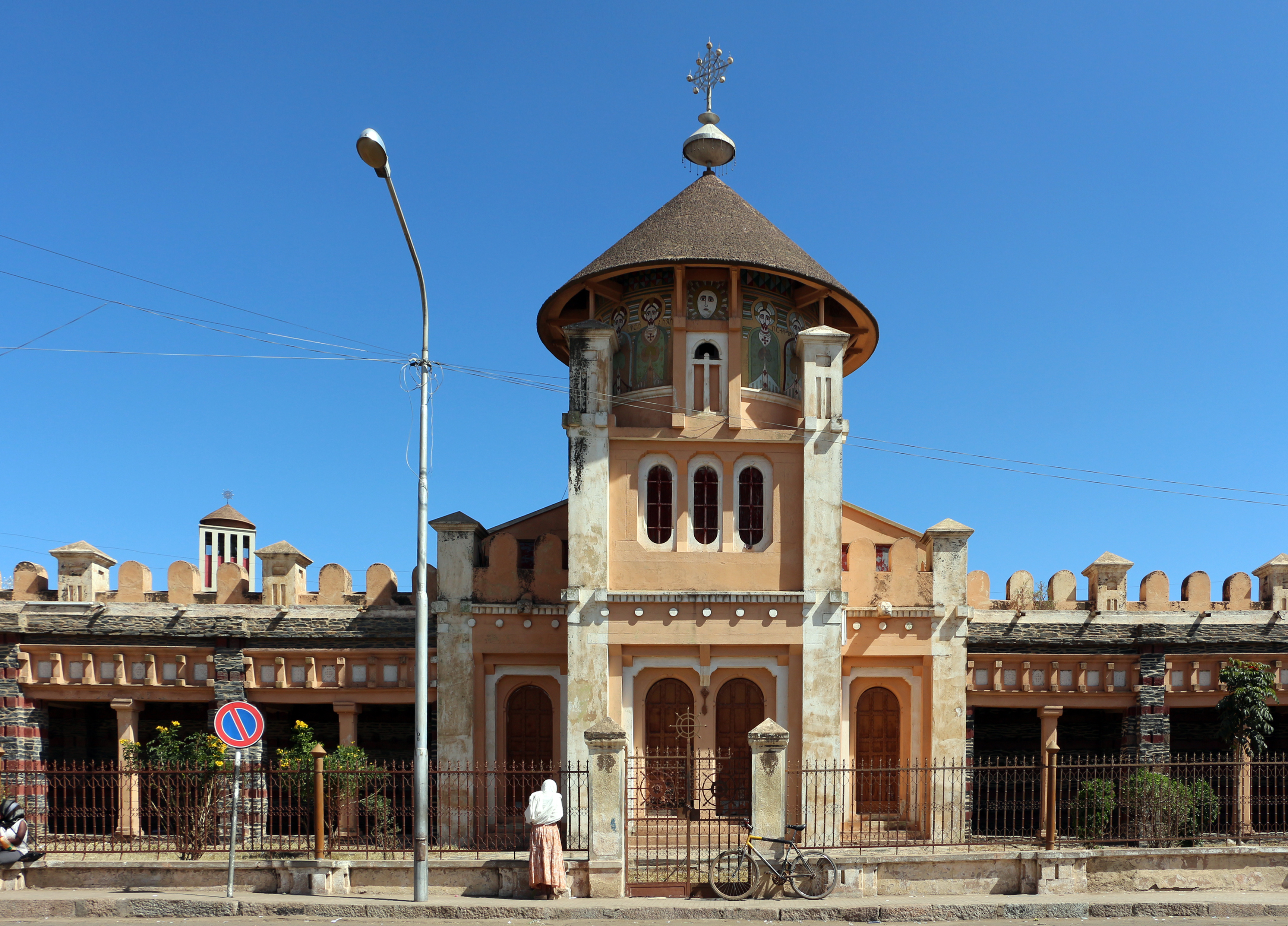
كاتدرائية آندا مريم في أسمره.

في عقد 1920 بدأت السلطة الإستعمارية الإيطالية في إريتريا أولى المحاولات لتأسيس كنيسة أرثوذكسية إريترية منفصلة، حتى ذلك الحين كانت الكنيسة الأرثوذكسية في إريتريا جزءًا من كنيسة التوحيد الأرثوذكسية الإثيوبية، مع وجود ارتباط قوي بأكسوم في تيغري كمركز تقليدي لبنية الكنيسة. كان هذا الارتباط ضد مصلحة المستعمر بسبب كون إريتريا مستعمرة منفصلة كان من المفترض أن يكون لها كنيسة مستقلة عن تأثير الجار، لكي يتم دمجها بالكامل في النظام الإستعماري. وكانت الكنيسة الإريترية المنفصلة قصيرة العمر، حيث قام الإيطاليون بغزو إثيوبيا في عام 1935، ثم قاموا بتشكيل إقليم موحد، وهو أفريقيا الشرقية الإيطالية، والتي ضمت إريتريا وإثيوبيا والصومال الإيطالي. ومع توحيد إريتريا مع إقليم تيغراي الواقع في شمال إثيوبيا، توحدت الكنائس الأرثوذكسية من جديد. وظلت هذه التوحيد قائمة حتى بعد هزيمة الإيطاليين وفقدانهم للمنطقة بأكملها في عام 1941. منحت كنيسة التوحيد الأرثوذكسية الإثيوبية الإستقلالية التامة من قبل البطريرك يوساب الثاني في عام 1950. وفي ذلك الوقت كانت إريتريا منطقة استعمارية منفصلة تحت الإدارة البريطانية، ولكن مع ذلك، كانت الكنيسة الأرثوذكسية في إريتريا ببساطة جزء من كنيسة التوحيد الأرثوذكسية الإثيوبية، حيث لم يكن لدى البريطانيين مصلحة في فصل المرتفعات الإريترية عن المرتفعات الإثيوبي. وكان هناك انخفاض واضح في عدد الإيطاليين بعد نهاية الحرب العالمية الثانية، حيث وضعت إريتريا في البداية تحت حكم الإدارة العسكرية البريطانية. وتسارع رحيل الإيطاليين بشكل أكبر عندما أصبحت إريتريا تحت السلطة الإثيوبية في نهاية عام 1950. عام 1959، وطالبت الحكومة الإريترية أيضاً الكنيسة القبطية الأرثوذكسية أن تمنح أسقفية إريتريا وضع بطريركية، وعلى الرغم من التوترات الشديدة للإريتريين الأرثوذكس مع قيادة الكنيسة الإثيوبية، إلا أنهم حافظوا على الوحدة الكنسية العقائدية بينهما ومع بقية الكنائس الأرثوذكسية المشرقية. وفي 28 فبراير من عام 1961، تم تأسيس الكنيسة الكاثوليكية الإثيوبية ككنيسة شرقية كاثوليكية، وكان لها مقر في مدينة أسمره، وبدأت حرب الاستقلال الإريترية في وقت لاحق من ذلك العام، وانتهت في عام 1991 بانتصار إريتري حاسم. وفي عام 1993 نالت كنيسة التوحيد الأرثوذكسية الإريترية استقلالها الذاتي، وبطريركها الحالي هو أبونا أنطونيوس منذ 5 مارس عام 2004 ومقره في العاصمة أسمرة.

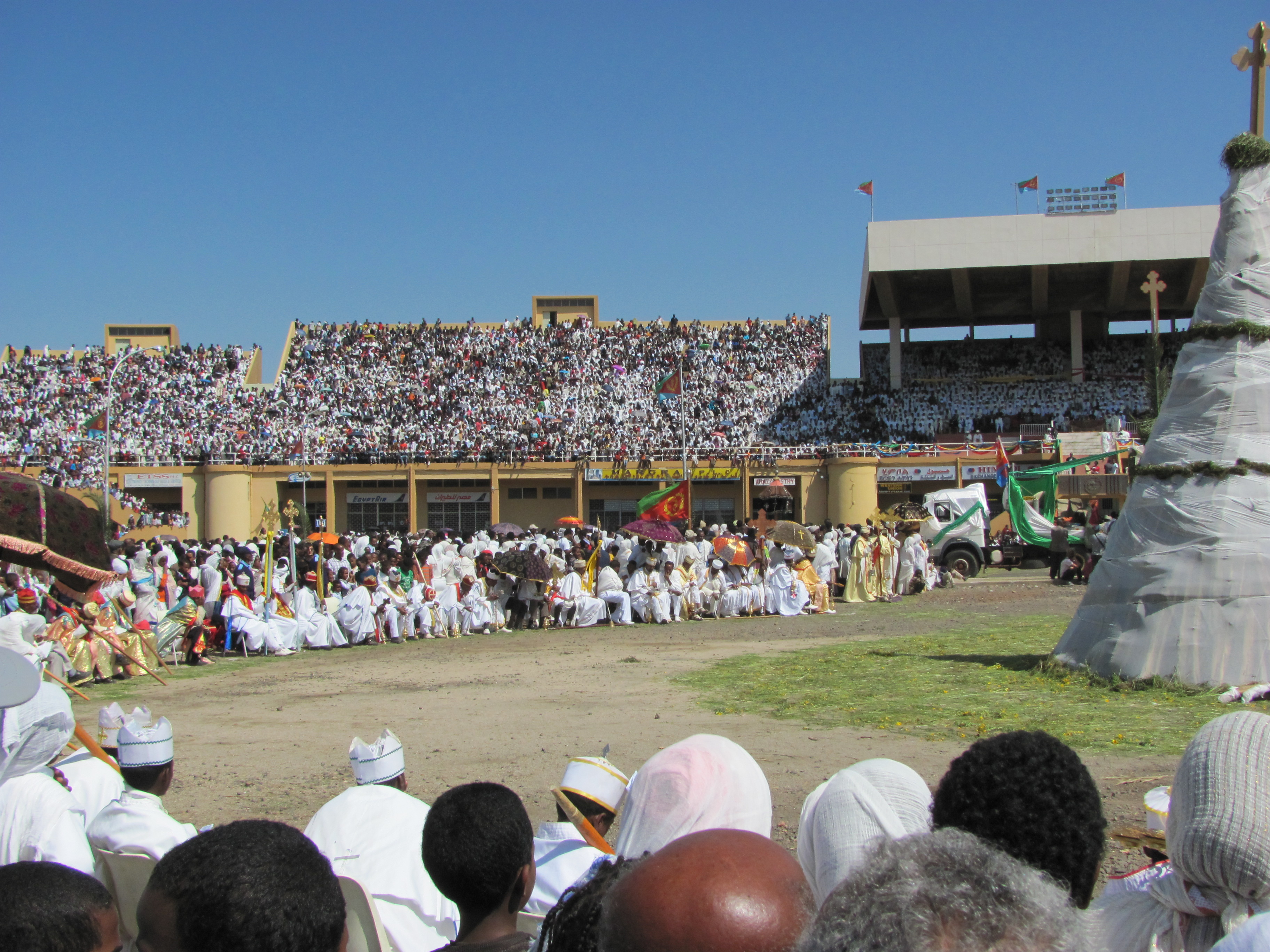
إحتفالات عيد المسكل في أسمرة.

في 21 ديسمبر في عام 1995، خلال حبريَة البابا يوحنا بولس الثاني، أصبحت أجزاء من أبرشية أسمرة أبرشيتانت جديدة، وهي في كرين وبارنتو. وألغيت النيابة الرسولية في أسمرة. وهكذا كانت السلطات الكنسية الكاثوليكية الوحيدة في إريتريا هي كل الكنيسة الأثيوبية الكاثوليكية، مما جعل إريتريا الدولة الوحيدة في العالم التي يُعهد فيها لجميع الكاثوليك، بما في ذلك أعضاء الكنيسة اللاتينية، تحت رعاية الأساقفة الكاثوليك الشرقيين. وفي 24 فبراير من عام 2001، أنشأ البابا بنديكتوس السادس عشر أبرشية رابعة، وفي 19 يناير من عام 2015، خلال حبرية البابا فرنسيس، تأسست الكنيسة الكاثوليكية الإريترية ككنيسة مستقلة ذات إستقلالية ذاتية مقرها في أسمره، وبالتالي انفصلت عن الكنيسة الأثيوبية الكاثوليكية. وتعترف إريتريا رسمياً بالكنائس الأرثوذكسية والكاثوليكية واللوثرية والإسلام على مذهب أهل السنة والجماعة. ويُقال إن بعض الجماعات الدينية مضطهدة من قبل الحكومة الإريترية الحالية، وتشمل هذه الجماعات البروتستانت الإنجيليين والمسلمين الوهابيين المشتبه في ارتباطهم بالإسلاميين المسلحين أو جماعات المعارضة جبهة التحرير الإريترية ذات الأغلبية المسلمة. ويواجه أولئك الذين يمارسون ديانات غير معترف بها السجن. وقد وثقت جماعات حقوق الإنسان مثل منظمة العفو الدولية ومنظمة هيومن رايتس ووتش انتهاكات خطيرة للحق في حرية الدين. وأفادوا بتعطيل العبادة الخاصة والاعتقالات الجماعية للمشاركين في حفلات الزفاف الدينية واجتماعات الصلاة والتجمعات الأخرى. وأفادت منظمة العفو الدولية أنه تم اعتقال أكثر من 1,750 عضوًا في كنائس غير مسجلة مشتبه بهم، وعادةً ما كانت هذه الإتهامات دون توجيه تهم ولمدة غير محددة، ويشمل هذا الرقم النساء والأطفال. وأفاد شهود يهوه بأن الشرطة داهمت منزلاً خاصاً في 28 يونيو من عام 2009، حيث كان يجتمع شهود يهوه، مما أسفر عن حملة من الاعتقالات. كما أفادوا بأن ثلاثة أعضاء اعتُقلوا في إريتريا في عام 1994 وأنهم لا يزالون مسجونين دون محاكمة. وفي أبريل من عام 2014، تم اعتقال 121 عضوًا أثناء حضورهم خدمات دينية.

## ديموغرافيا
تختلف نسب وأعداد أتباع الأديان المختلفة في إريتريا من مصدر إلى آخر. وفقاً لتقديرات مركز بيو للأبحاث حوالي 57.7% هم من المسيحيين الأرثوذكس المشرقيين، وحوالي 4.6% من أتباع الكنيسة الرومانية الكاثوليكية، وحوالي 0.7% من أتباع الكنائس البروتستانتية، وأقل من 0.5% هم من أتباع الطوائف المسيحية الآخرى. وبحسب مصدر إريتريا: التوزيع الديني تعطي تقديرات أن حوالي 58% من المسيحيين الأرثوذكس المشرقيين، وحوالي 5% ممن أتباع الكنيسة الرومانية الكاثوليكية، وأقل من 1% من أتباع الكنائس البروتستانتية. وتقول وزارة الخارجية الأمريكية أنَّ حولي 30% من السكان من أتباع الكنيسة الأرثوذكسية، وحوالي 13% من أتباع الكنيسة الرومانية الكاثوليكية وغيرهم، وهو تصنيف يتضمن «البروتستانت والأدفنتست وشهود يهوه والبوذيين والهندوس والبهائيين». وتشير وزارة الخارجية الأمريكية إلى أن 50% من السكان هم من المسلمين على مذهب أهل السنة والجماعة ولكنهم لا يعطون أي أرقام للشيعة. وتعترف الحكومة رسمياً بكل من الكنيسة الأرثوذكسية الإريترية والكنيسة الإنجيلية اللوثرية والإسلام والكنيسة الرومانية الكاثوليكية. وترفض الحكومة تسجيل أي مجموعة دينية جديدة على الرغم من أن بعضها يلبي المتطلبات.

### حسب المناطق
| المنطقة                 | تعداد     | المسيحيون | المسلمون | آخرون |
| ----------------------- | --------- | --------- | -------- | ----- |
| المنطقة المركزية        | 1,053,254 | 94%       | 5%       | 1%    |
| المنطقة الجنوبية        | 1,476,765 | 89%       | 11%      | <1%   |
| منطقة القاش وبركا       | 1,103,742 | 36%       | 63%      | 1%    |
| إقليم أنسبا             | 893,587   | 39%       | 61%      | <1%   |
| منطقة شمال البحر الأحمر | 897,454   | 12%       | 87%      | <1%   |
| منطقة جنوب البحر الأحمر | 398,073   | 37%       | 62%      | <1%   |

### الإنتشار والمجموعة العرقية
تعد منطقة المرتفعات ذات أغلبية مسيحية في حين يسود الإسلام في الأراضي المنخفضة الشرقية والغربية. ومن بين الجماعات العرقية في إريتريا، فإن شعب التغراي هم في الأساس من المسيحيين من أتباع الكنيسة الأرثوذكسية والكاثوليكية. في حين أنَّ أكثر من 50% من شعب كوناما هم من الكاثوليك، إلى جانب أقلية كبيرة من المسلمون وبعض السكان ممن يمارسون الديانات الأفريقية التقليدية. وحوالي 40% من شعب بيلن من أتباع الديانة المسيحية، غالبيتهم على المذهب الكاثوليكي. ويعيش المسيحيون من شعب التغراي جنباً إلى جنب مع المسلمين من الشعوب الأخرى في المرتفعات الوسطى والجنوبية.
| المجموعة العرقية | الديانة السائدة                           | تعداد     | النسبة من مجمل السكان | مسيحية | إسلام | آخرون |
| ---------------- | ----------------------------------------- | --------- | --------------------- | ------ | ----- | ----- |
| تغراي            | المنطقة المركزية، المنطقة الجنوبية        | 3,319,680 | 57%                   | 91%    | 8%    | 1%    |
| التيجر           | منطقة القاش وبركا، إقليم أنسبا            | 1,630,720 | 28%                   | 6%     | 90%   | 4%    |
| الساهو           | منطقة شمال البحر الأحمر، المنطقة الجنوبية | 232,960   | 4%                    | 7%     | 93%   | <0.1% |
| كوناما           | منطقة القاش وبركا                         | 174,720   | 3%                    | 41%    | 23%   | 36%   |
| العفر            | منطقة جنوب البحر الأحمر                   | 174,720   | 3%                    | 2%     | 98%   | <0.1% |
| بلين             | إقليم أنسبا                               | 116,480   | 2%                    | 48%    | 47%   | 5%    |
| نارا             | منطقة القاش وبركا                         | 58,240    | 1%                    | 14%    | 85%   | 1%    |
| البجا            | منطقة القاش وبركا، إقليم أنسبا            | 58,240    | 1%                    | 1%     | 98%   | 1%    |
| رشايدة           | منطقة شمال البحر الأحمر                   | 58,240    | 1%                    | <0.1%  | 99%   | <0.1% |

## الطوائف المسيحية

### كنيسة التوحيد الأرثوذكسية الإريترية

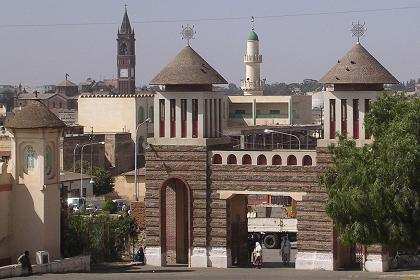
كاتدرائية أسمرة الأرثوذكسية.

وفقاً لبعض المصادر، يشكل المسيحيون الأرثوذكس حوالي 57.7% من مجمل السكان، وينتمي أغلبية السكان المسيحيين في إريتريا إلى كنيسة التوحيد الأرثوذكسية الإريترية وهي كنيسة أرثوذكسية مشرقية وكنيسة وطنية، كانت في البدء جزء من كنيسة التوحيد الأرثوذكسية الإثيوبية، واعترف البطريرك الإثيوبي باستقلالها عقب استقلال إريتريا عن إثيوبيا عام 1993. تًرجِع الكنيسة الأثيوبية بوادر دخول الديانة المسيحية إلى البلاد إلى القرن الأول الميلادي، حيث يروي الكتاب المقدس في سفر أعمال الرسل الفصل الثامن قصة تبشير وعماد أحد الموظفين الكبار في مملكة الحبشة على يد الشماس فيليبس.
نالت الكنيسة الإثيوبية استقلالها عن الكنيسة القبطية عام 1959، وطالبت الحكومة الإريترية أيضاً الكنيسة القبطية الأرثوذكسية أن تمنح أسقفية إريتريا وضع بطريركية، وعلى الرغم من التوترات الشديدة للإريتريين الأرثوذكس مع قيادة الكنيسة الإثيوبية، إلا أنهم حافظوا على الوحدة الكنسية العقائدية بينهما ومع بقية الكنائس الأرثوذكسية المشرقية. وفي عام 1993 نالت كنيسة التوحيد الأرثوذكسية الإريترية استقلالها الذاتي، وبطريركها الحالي هو أبونا أنطونيوس منذ 5 مارس عام 2004 ومقره في العاصمة أسمرة. يبلغ تعداد أتباع هذه الكنيسة قرابة 3 ملايين شخص موزعين في إريتريا وفي بلدان المهجر، والكنيسة عضو في مجلس الكنائس العالمي منذ 2003. إن تبني هذه الكنيسة لكلمة التوحيد بإسمها الرسمي، هو للدلالة على إيمانها بالطبيعة الواحدة للمسيح أي طبيعة الكلمة المتجسد، على غرار بقية الكنائس اللاخلقيدونية والتي تتشارك معها بالإيمان وهي الكنيسة القبطية الأرثوذكسية الكنيسة السريانية الأرثوذكسية والكنيسة الأرمنية الأرثوذكسية وكنيسة التوحيد الأرثوذكسية الإثيوبية وكنيسة ملنكارا الأرثوذكسية في الهند.
تضع كنيسة التوحيد الأرثوذكسية الإريترية إلى جانب كنيسة التوحيد الأرثوذكسية الإثيوبية تركيز أكثر على تعاليم العهد القديم مقارنًة في الكنائس المسيحية الأخرى، وتحث أتباعها على التمسك في بعض الممارسات التي ما تزال موجودة في الديانة اليهودية، خصوصًا لدى اليهودية الأرثوذكسية. تلتزم كنيسة التوحيد الأرثوذكسية الإريترية في شريعة الطهارة الموجودة في العهد القديم والتي تحث على ضرورة الاغتسال أو الوضوء للتطهر قبل تأدية فرائض دينية معينة، وبعد أي شيء يسبِّب النجاسة. وتفرض كنيسة التوحيد الأرثوذكسية الإريترية إلى جانب كنيسة التوحيد الأرثوذكسية الإثيوبية والكنيسة القبطية الأرثوذكسية شريعة الختان على الذكور وتُعطيه بُعد ديني. وتُعتبر إريتريا إحدى الأمم الأرثوذكسيَّة في العالم التي مارست وما زالت تمارس ختان الذكور على أطفالها على نطاق واسع؛ حيث أن أكثر من 97% من الأرثوذكس الإريتريين الذكور مختونين، كما ويقومون بختان أبنائهم «في أي وقت من الأسبوع الأول من الولادة إلى العام الأول». كما وتقوم كنيسة التوحيد الأرثوذكسية الإريترية بفرض سلسة من الشرائع على الطعام وهي تشابه القيود الموجودة في الديانة اليهودية والتي تُعرف بالكشروت.

### الكاثوليكية

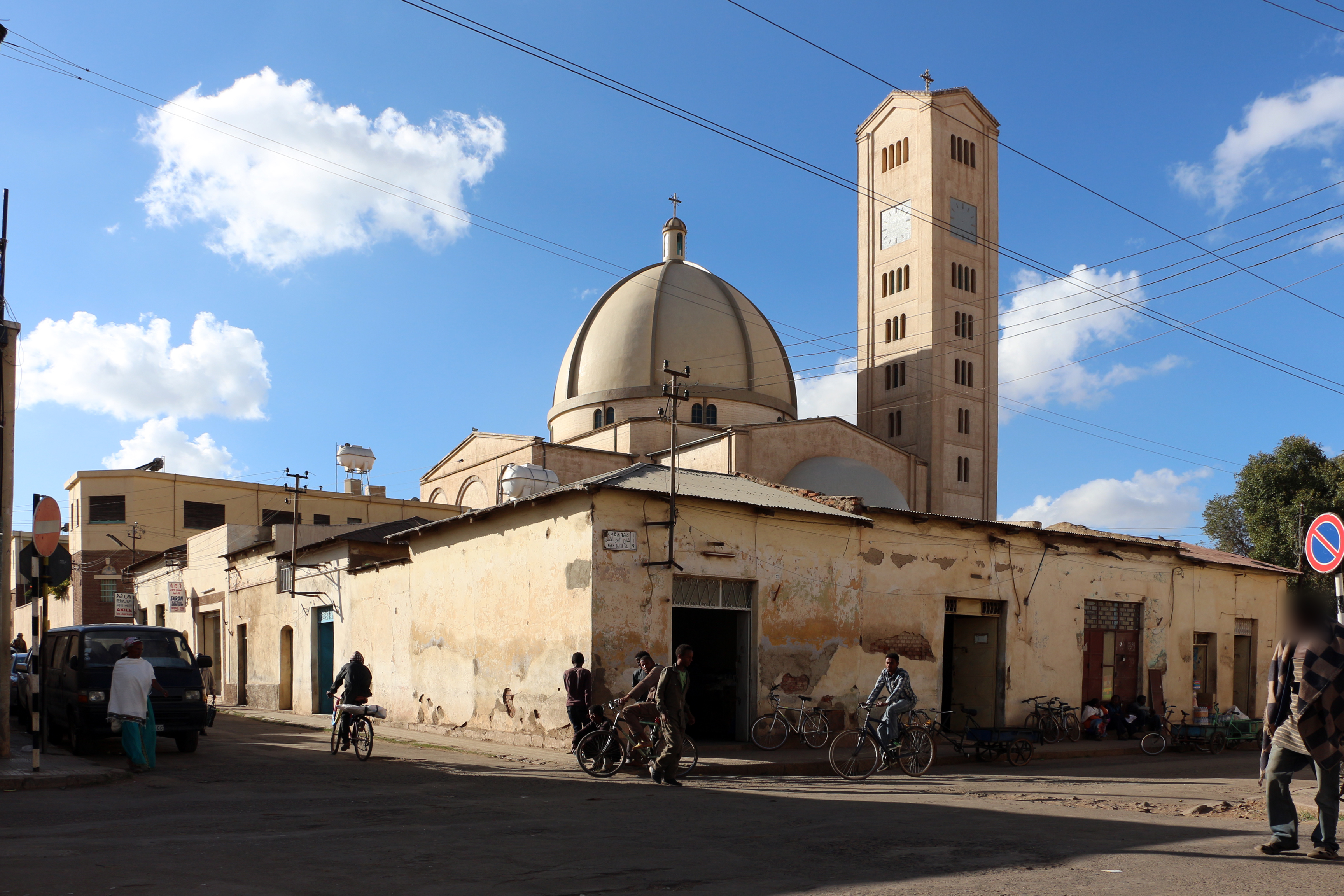
كاتدرائية كيدان ميهرت الكاثوليكية في أسمره.

الكاثوليكية هي ثاني كبرى المذاهب المسيحية في إريتريا، وبحسب بعض المصادر حوالي 4.6% من السكان الإريتريين من أتباع الكنيسة الكاثوليكية. ولدى الكنيسة الإريترية الكاثوليكية والكنيسة الرومانية الكاثوليكية أبرشيات في أسمرة وكرن وبارنتو. يتبع الكاثوليك في إريتريا بشكل رئيسي الطقس الإسكندري، إلى جانب الطقس الروماني. هناك أربع سلطات إقليمية كنسيَّة في البلاد تعرف باسم أبرشيّات. قبل حقبة إريتريا الإيطالية، وصل المذهب الروماني الكاثوليكي إلى البلاد من قبل القديس جوستين دي جاكوبس والآباء الفينسينسيون. اليوم الكنيسة الكاثوليكية هي كنيسة إريترية متميزة الثقافة، تستخدم اللغة الجعزية في الليتورجيا، وعلى الرغم من أن بعض الكاثوليك لا يزالون يصلون أيضاً باللغات الإيطالية واللاتينية خصوصاً من أبناء المجتمع الإيطالي الإرتري الصغير، والذي يقطن خاصةً في أسمرة. عندما كانت إريتريا مستعمرة إيطالية، كان جميع المستوطنين الطليان والجيش الإيطالي من أتباع الكنيسة الرومانية الكاثوليكية، وفي عام 1940 كانوا يشكلون 11% من إجمالي السكان، وكانت كنيسة سيدة الوردية كنيستهم الرئيسية. وفي أوائل عقد 1940، كانت الكاثوليكية دين ما يقرب من 28% من سكان مستعمرة إريتريا الإيطالية. لكن بعد استقلال البلاد فرّ معظم الطليان الكاثوليك من البلاد.
الكنيسة الكاثوليكية الإريترية هي كنيسة شرقية، وكاثوليكية، وشبه وطنية؛ ويقع مقرها في أسمرة، ويصل تعداد أتباع الكنيسة إلى حوالي 162,528 شخص. تأسست في عام 2015 بعد الانفصال عن الكنيسة الإثيوبية الكاثوليكية، وهي أيضًا من دوحة الكنيسة المشرقية تاريخيًا وطقسيًا وثقافيًا، أما إيمانيًا، فهم جزء من الكنيسة الكاثوليكية التي تقرّ بسيادة البابا، رغم ذلك، فللكنيسة الإريترية بطريركها الخاص وأساقفتها. وتستخدم الكنيسة الطقس الإسكندري وهو الطقس والتقليد الليتورجي الذي تستخدمه كل من الكنيسة القبطية الأرثوذكسية وكنيسة التوحيد الأرثوذكسية الإريترية وكنيسة التوحيد الأرثوذكسية الإثيوبية فضلاً عن مقابلاتها الكاثوليكية الشرقية وهي الكنيسة القبطية الكاثوليكية والكنيسة الأثيوبية الكاثوليكية.

### البروتستانتية
البروتستانتية هي ثالث كبرى المذاهب المسيحية في إريتريا، ويصل تعداد أتباع المذهب البروتستانتي إلى حوالي 91,232 شخص، أي حوالي 2% من السكان. وتعترف الحكومة بالكنيسة الانجيلية اللوثرية. وتستخدم الحكومة التعذيب ضد المسيحيين البروتستانت في إريتريا، حيث تعرض أكثر من 2,000 مسيحي للإعتقال في عام 2006. وبحسب وزارة الخارجية الأمريكية تعد الأوضاع الدينية في إريتريا مثيرة للقلق بشكل خاص بسبب انتهاكها للحرية الدينية. وتم الإبلاغ عن احتجاز عائلات بأكملها في السجن. ووفقاً لصندوق برنابا توفيت طالبة مسيحية تبلغ من العمر 28 عاماً في أبريل من عام 2010، بعد احتجازها في حاوية شحن معدنية لمدة سنتين، وذلك بعد اعتقالها بسبب مشاركتها في دراسة الكتاب المقدس. وفقًا لدراسة المؤمنون في المسيح من خلفية مسلمة: إحصاء عالمي وهي دراسة أجريت من قبل جامعة سانت ماري الأمريكيّة في تكساس سنة 2015 وجدت أنَّ حوالي 2,000 مُسلم في إريتريا تحول إلى المسيحية على المذهب الإنجيلي.